# Minicarro

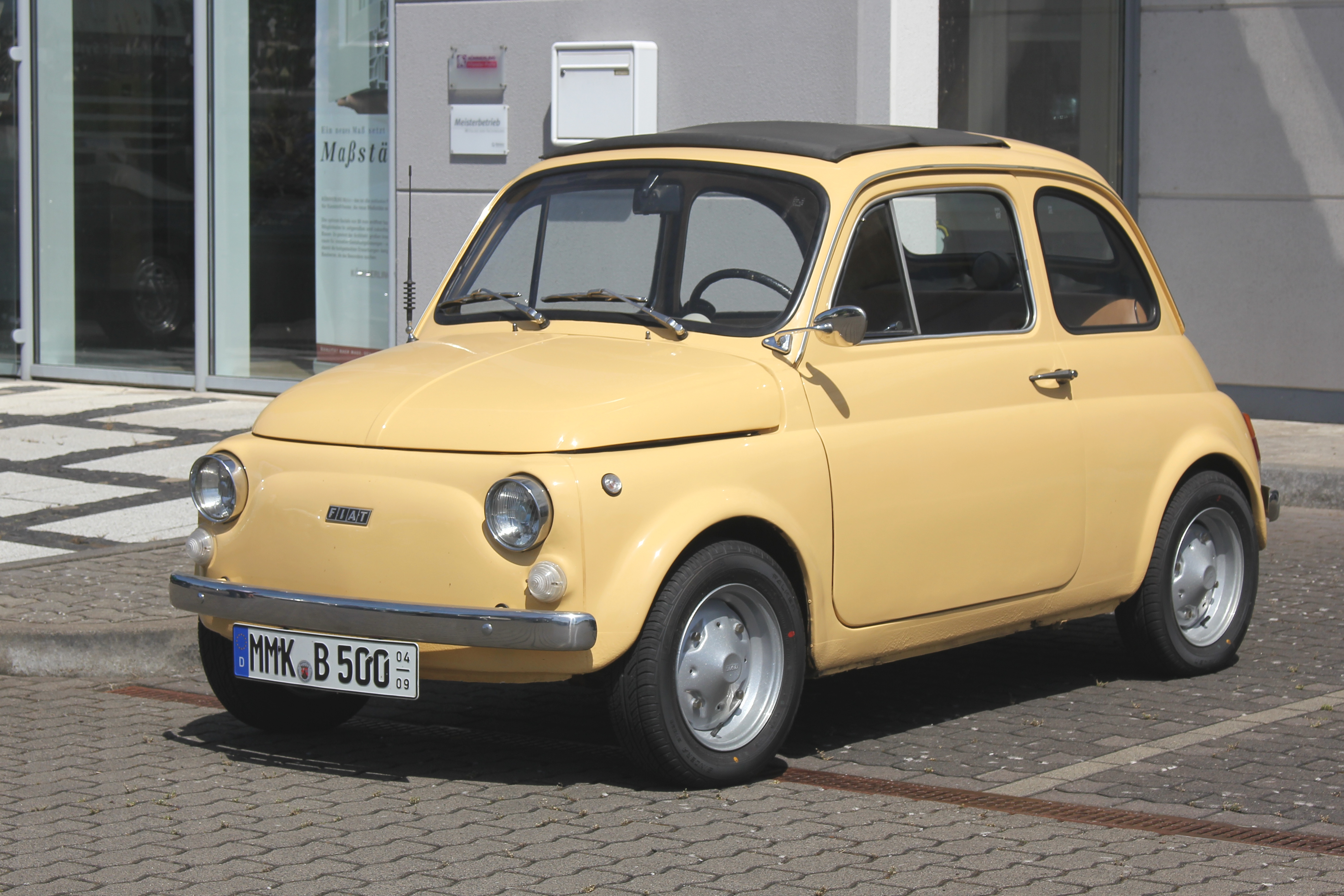
Fiat 500

Minicarro, também referido por carro citadino (português europeu) ou city car (português brasileiro), é o termo utilizado para designar veículos automotores de passeio desenvolvidos especialmente para uso no deslocamento diário em grandes cidades. Seu peso e tamanho reduzidos, de no máximo 3,5m, conferem-lhe grande agilidade e economia, sem comprometer a segurança dos passageiros. Pelo mesmo motivo, motores de capacidade bem pequena é suficiente para garantir um desempenho equivalente ao de modelos maiores.

## Exemplos de minicarros
- Chery QQ
- Citroën C1
- Fiat 500
- Fiat Mobi
- Gurgel BR-800
- Gurgel Supermini
- Hyundai i10
- Renault Kwid
- Toyota iQ
- Toyota Aygo
- Volkswagen Fusca
- Volkswagen Up!
- Peugeot 107
- SMART ForTwo
- Nissan Nuvu

Minicarros
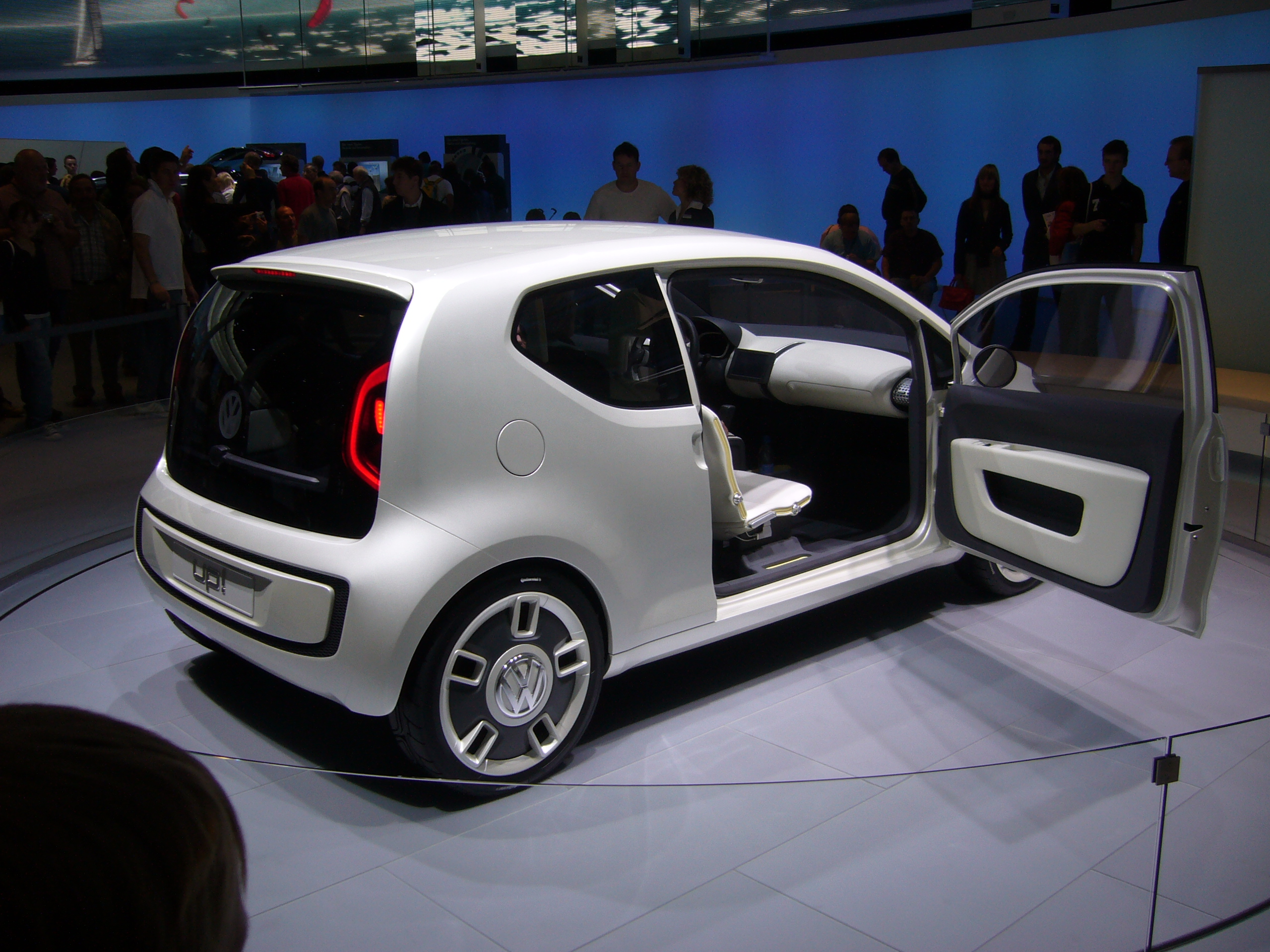
Volkswagen Up!.
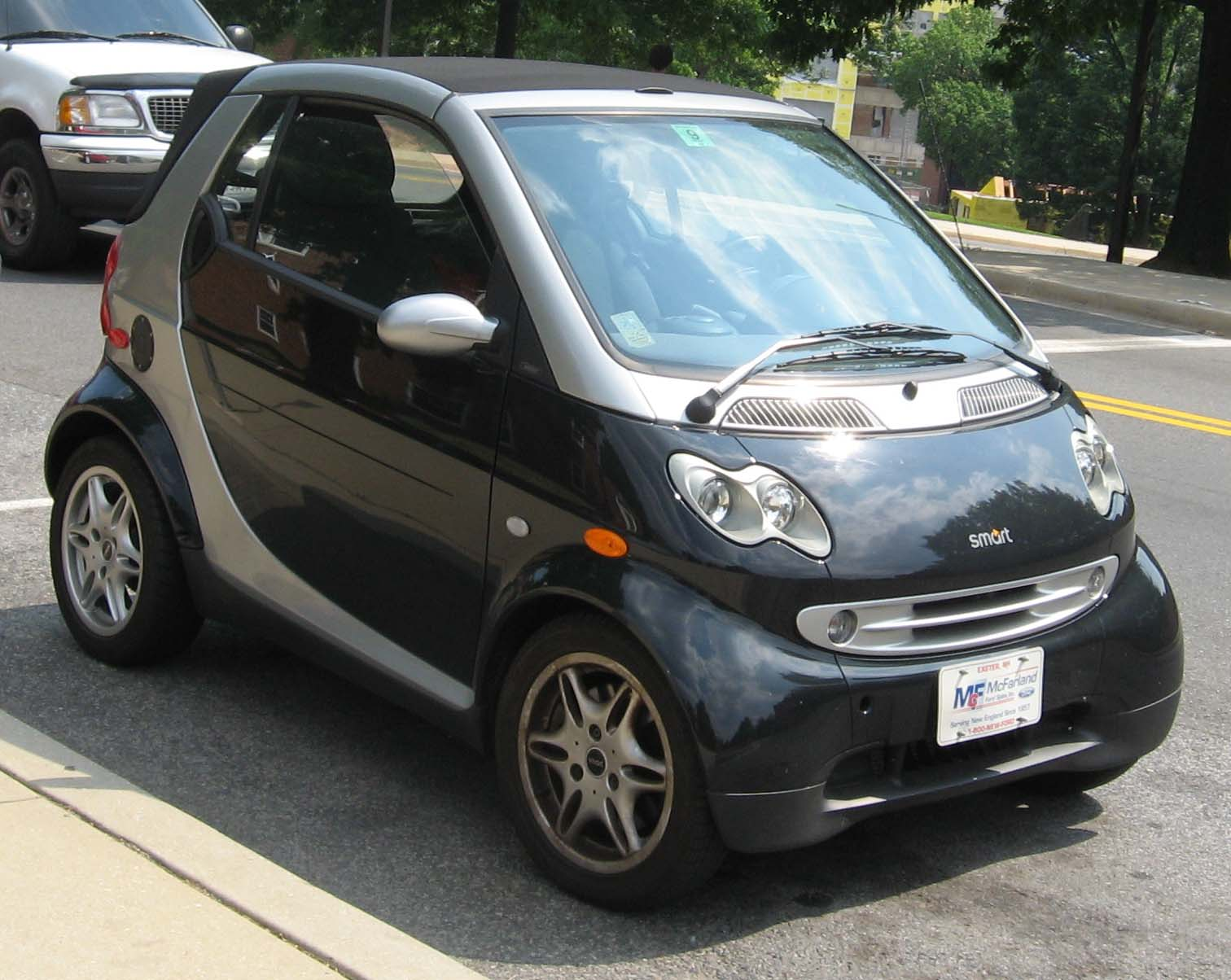
SMART ForTwo.
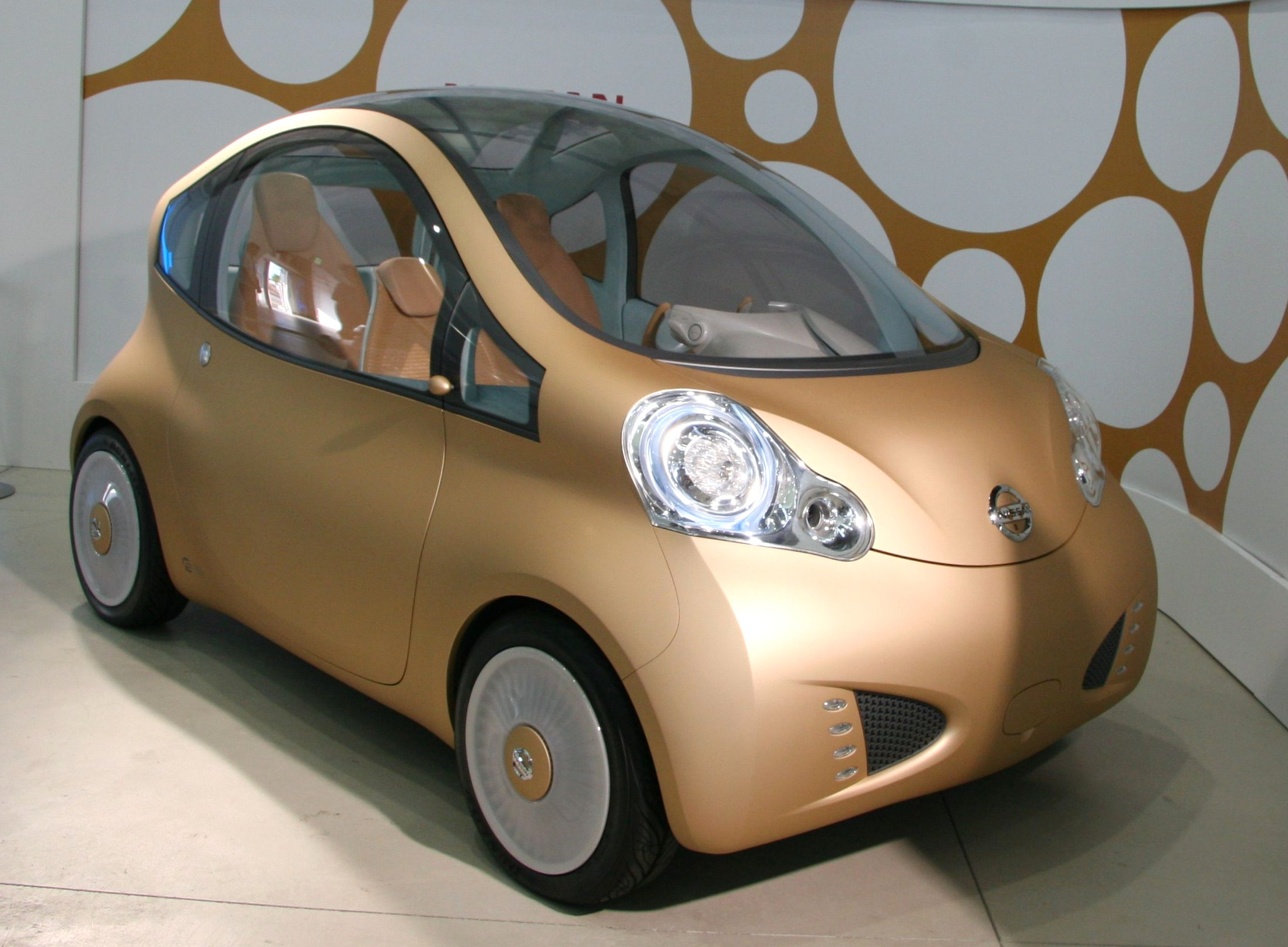
Nissan Nuvu.
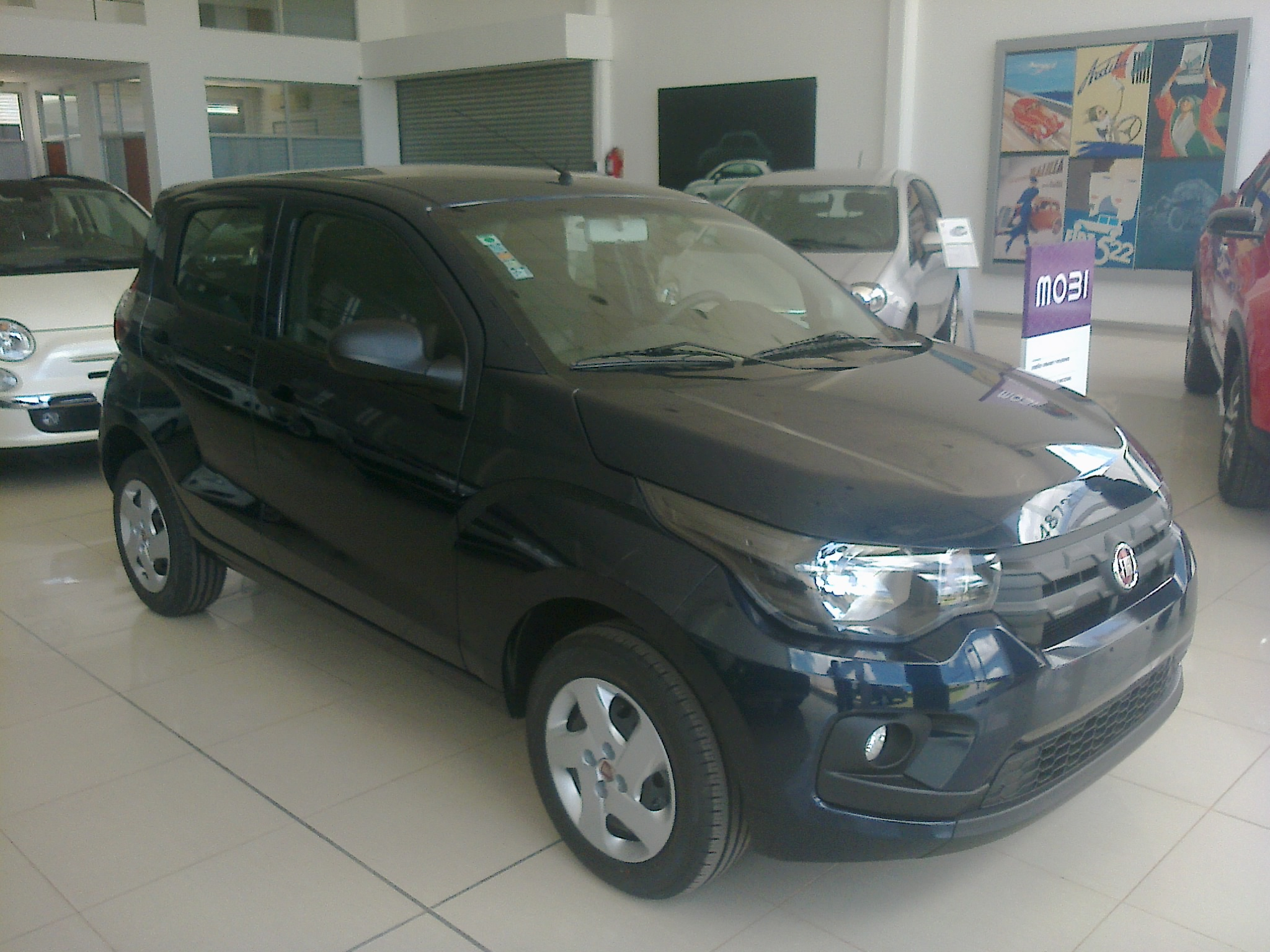
Fiat Mobi.
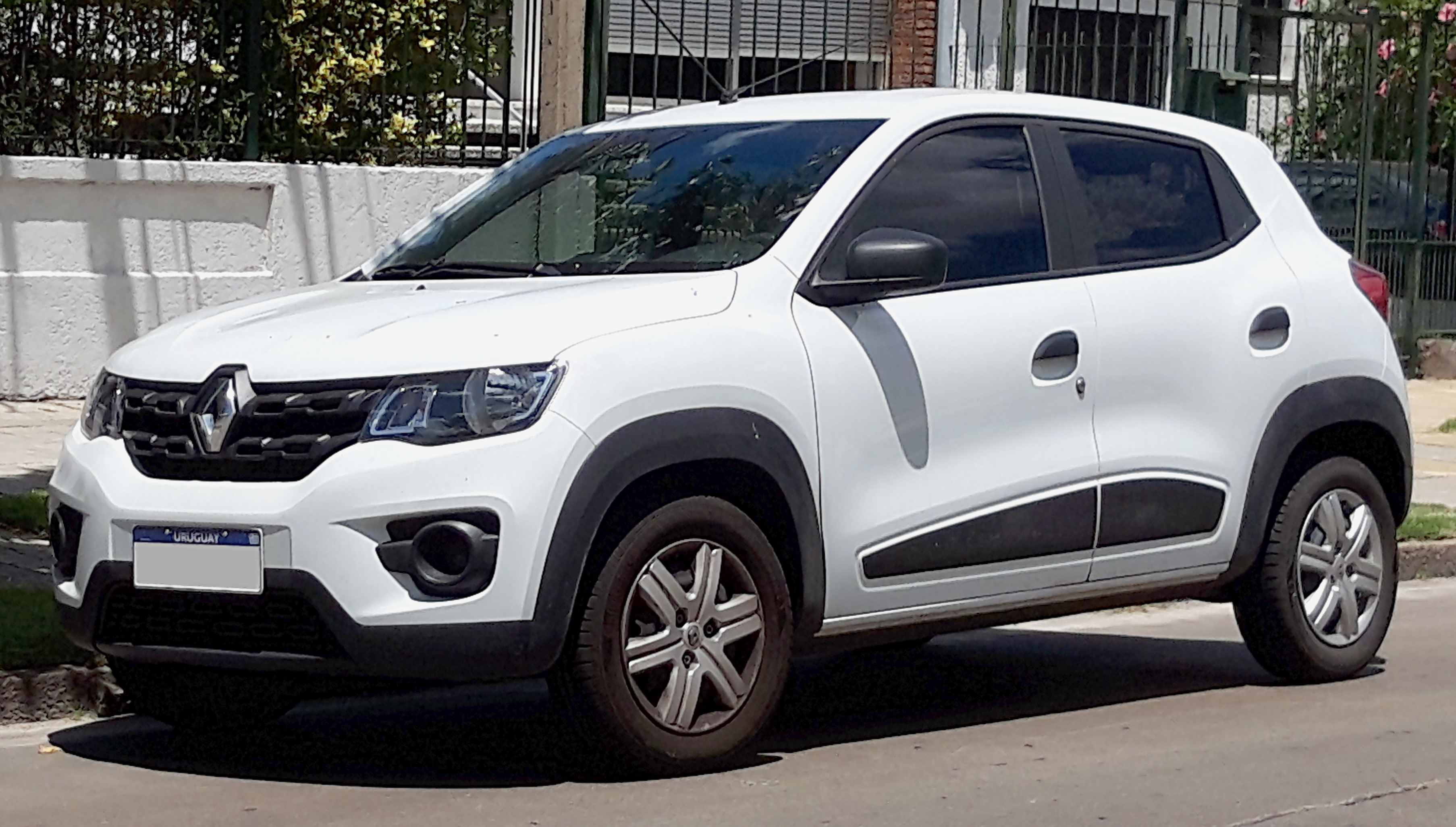
Renault Kwid.

## Projetos de minicarros em desenvolvimento
- Nissan Nuvu
- Mitsubishi i MiEV
- Gordon Murray T.25